# یاس رازقی
یاس رازقی (نام علمی: Jasminum sambac) یا یاس عربی گیاهی بالارونده که بیشتر در جنوب و جنوب غرب آسیا و در کشورهایی مانند فیلیپین، هند، میانمار، سری لانکا یافت می‌شود. واژهٔ یاسمین ریشهٔ فارسی دارد. این گیاه دارای برگ‌های نسبتاً بریدگی‌دار و خوشه‌هایی از گل‌های بسیار معطر و کوچک سفید رنگ، به همراه غنچه و شکوفه‌هایی صورتی رنگ است. یاس رازقی گیاهی نیمه دائم سبز است که بر اثر پیچیدن خود را حمایت کرده و بالا می‌کشد. به مکانی با آفتاب کامل و خاکی کاملاً قوی و با زهکشی خوب نیاز دارد. این گیاه بسیار قوی و سریع الرشد بوده و بعد از هر دوره گل‌دهی باید هرس شود. با روش‌های مختلفی چون قلمه و مالیدن شاخه می‌توان رازقی را تکثیر کرد.

## گل ملی
در سال ۱۹۳۴ میلادی به عنوان گل ملی کشور فیلیپین انتخاب شد. در سال ۱۹۹۰ میلادی به عنوان یکی از سه گل ملی کشور اندونزی انتخاب شد.

## استفاده در صنعت

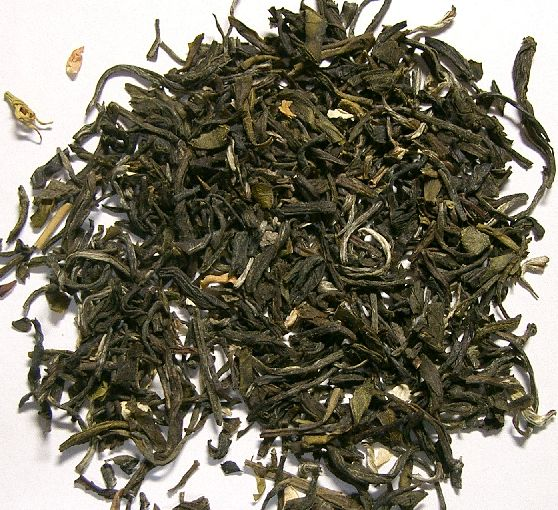
چای یاسمن

چینی‌ها از گل‌های یاس رازقی برای تولید چای معطر استفاده می‌کنند. در زمان قدیم در هندوستان گل‌های رازقی را با کنجد مخلوط می‌کردند و روغن کنجد را که آغشته به این گل معطر بود می‌گرفتند، به این ترتیب عطرهای طبیعی تولید می‌شد. امروزه با استفاده از شیوه‌های مدرن، عطر رازقی را به عنوان عطر تهیه و عرضه می‌دارند.